# Helene von Hülsen

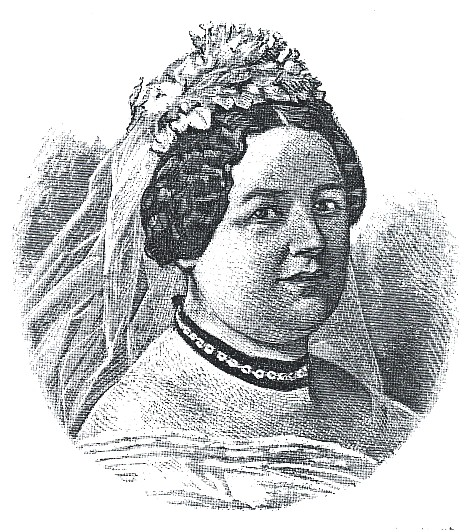
Helene von Hülsen

Helene Dorothee Wilhelmine Marie von Hülsen, geb. Gräfin von Haeseler (* 16. Februar 1829 auf dem Rittergut Blankenfelde bei Teltow; † 8. Mai 1892 in Berlin) war eine deutsche Schriftstellerin und Salonnière.

## Leben

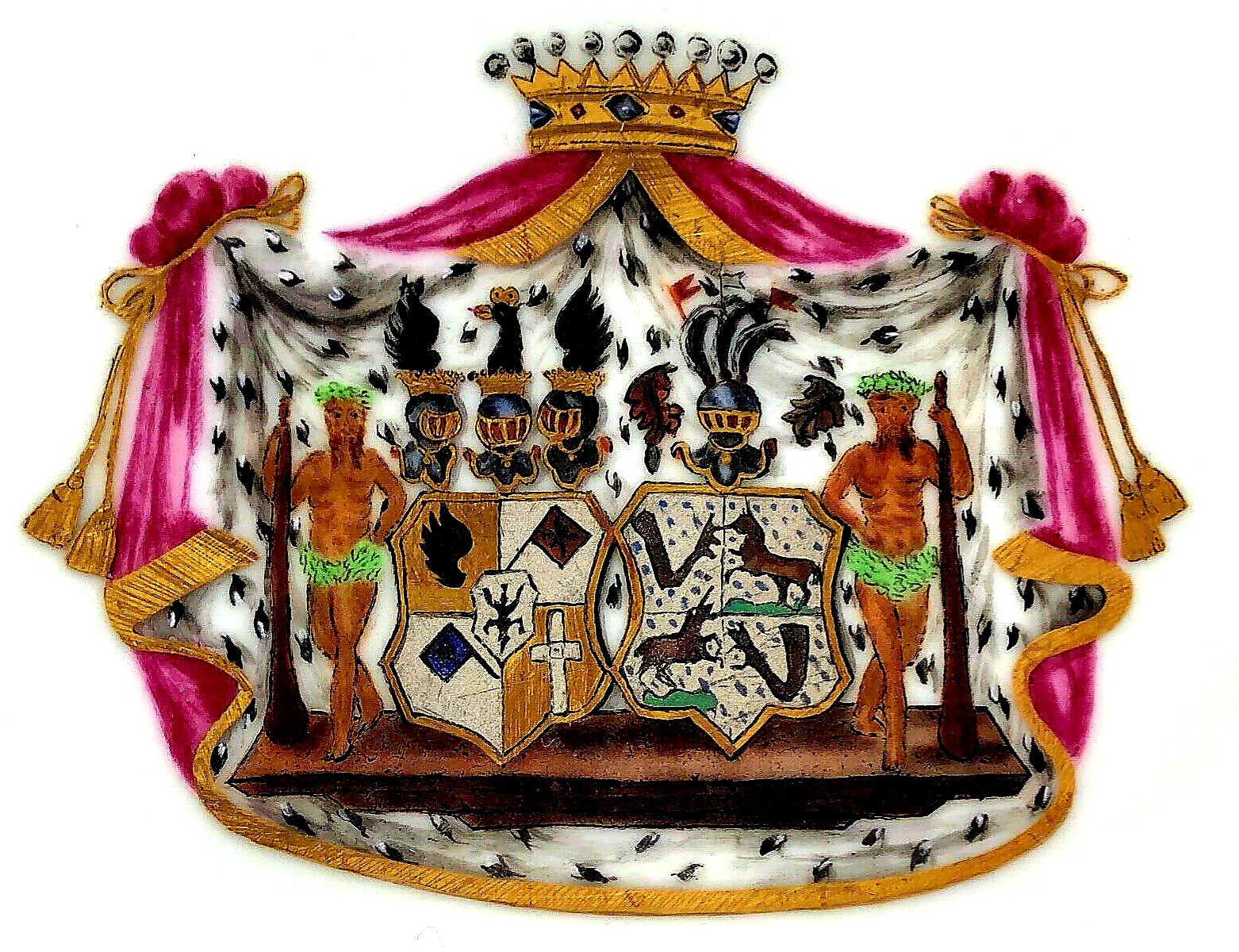
Elterliches Ehe-Allianzwappen. Zeitgenössische Porzellanmalerei

Helene von Hülsen wurde 1829 als Tochter des preußischen Oberschlosshauptmanns Eduard Graf von Haeseler (1799–1879) und der Adolfine von dem Knesebeck-Jühnsdorf (1804–1890) auf dem Rittergut Blankenfelde bei Teltow geboren. Helene hatte drei Geschwister, Schwester Adelhaid (1833–1908), liiert mit dem Politiker Carl von Treskow, den Bruder Graf Herrmann (1836–1866), Offizier beim Regiment Gardes du Corps, und die jüngste Schwester Rosalie, geboren 1839. Ein Bruder ihres Vaters war der Landrat Alexis von Haeseler. 
Im Jahr 1849 heiratete sie den preußischen Offizier und Theaterintendanten Botho von Hülsen und ging mit ihm nach Berlin. Sie schrieb in den folgenden Jahren Gedichte, Novellen und Romane, die teilweise unter dem Pseudonym „Helene“ veröffentlicht wurden. Zahlreiche Romane erschienen in Fortsetzungen auch in Zeitschriften, wie z. B. der Deutschen Rundschau.
Schon mit ihrem Mann hatte sie ab 1850 in ihrem Haus Mitglieder der Hofgesellschaft Berlins empfangen. Später veranstaltete Helene von Hülsen als Salondame sogenannte „Helene-Tees“ oder „Künstler-Kaffees“, zu denen sie Bühnengrößen Berlins und Schriftstellerkollegen wie z. B. Fedor von Zobeltitz empfing. In ihrer Wohnung in der Französischen Straße 36 empfing sie auch mehrmals Richard Wagner und dessen Frau Cosima.
Helene von Hülsen starb 1892 in ihrer Wohnung in der Königsgrätzer Straße 48 (heute Stresemannstraße 55) und wurde auf dem Invalidenfriedhof in Berlin beerdigt. Ihr Grab ist nicht erhalten.
Helene von Hülsen ist die Mutter des preußischen Generals Dietrich von Hülsen-Haeseler und des Theaterintendanten Georg von Hülsen-Haeseler sowie die Großmutter des Leo Geyr von Schweppenburg. Ihre Schwester Adelheid von Treskow (1833–1908) war Gutsherrin in Schloss Friedrichsfelde bei Berlin und wird von Theodor Fontane im 15. Kapitel seines Romans Der Stechlin erwähnt: „[…] reizendes Dorf und reizendes Schloss. Ich war einmal da; die Dame des Hauses ist eine Schwester der Frau von Hülsen“.

## Trivia
Der Militärmusiker Friedrich Lübbert (1818–1892) benannte seinen Helenenmarsch, der 1857 bei einem Kompositionswettbewerb in Berlin ausgezeichnet wurde, nach Helene von Hülsen. Heute zählt der Helenenmarsch auch außerhalb von Militärkreisen zu den bekanntesten Märschen Deutschlands, was nicht zuletzt auf seine Verwendung im Sketch Weihnacht von Loriot zurückzuführen ist.

## Werke

### Unter dem Pseudonym Helene
- Aus Herz und Leben (Gedichte, 1867)
- Novellen und Skizzen für ihre Freunde (1869)
- Ungesucht – gefunden (Novellen, 1872)
- Aus alter und neuer Zeit (Novellen, 1874)

### Unter ihrem Namen
- Traum und Wahrheit (Roman, 1874)
- Ohne Flitter (Novellen, 1877)
- In Licht und Schatten (Novellen, 1878)
- Elimar (1879)
- Nemesis (1883)
- Bilder aus der modernen Welt (1882)
- Einst und jetzt (Erzählungen, 1885)
- Erinnerungen an einen Heimgegangenen (gemeint ist Professor Adolf Schottmüller; 1890)
- Drei Lebensepisoden (1892)

### Als Herausgeberin
- „Unter zwei Königen“: Erinnerungen an Botho von Hülsen, General-Intendant der Königlichen Schauspiele; 1851–1886 (1889)
- Unter Friedrich dem Großen. Aus den Memoiren des Ältervaters 1752–1773 (1890)